# 리세베리

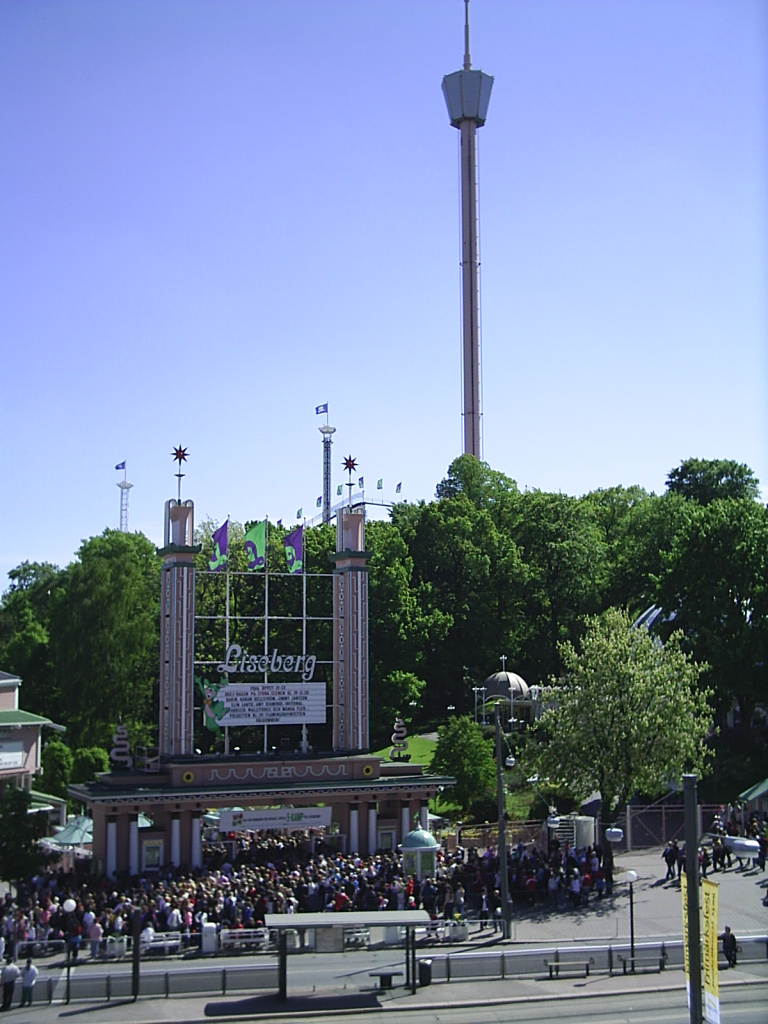
리세베리

리세베리(스웨덴어: Liseberg)는 스웨덴 예테보리에 위치한 놀이공원이다. 1923년 5월 8일에 개관했으며 스칸디나비아에서 규모가 큰 놀이공원이다.
매년 300만 명에 달하는 관광객들이 이 곳을 방문한다. 특히 여름 시즌, 할로윈 시즌, 크리스마스 시즌에는 많은 관광객들이 몰린다.

## 같이 보기
- 그뢰나 룬드